# Trường Đại học Phòng cháy chữa cháy (Việt Nam)
Trường Đại học Phòng cháy chữa cháy (T06) Trực thuộc Bộ Công an có trách nhiệm đào tạo cán bộ phòng cháy, chữa cháy trình độ Đại Học, Thạc sĩ, Tiến sĩ và các trình độ thấp hơn về lĩnh vực phòng cháy chữa cháy; bồi dưỡng chuyên môn, nghiệp vụ, pháp luật về phòng cháy và chữa cháy; nghiên cứu khoa học về phòng cháy và chữa cháy phục vụ cho yêu cầu phát triển kinh tế - xã hội. Hiện nay trường có quy mô đào tạo hơn 6000 học viên. Là trường Đại học kỹ thuật (định hướng nâng cấp lên Học viện PCCC) duy nhất của Bộ Công An và ở Đông Dương đào tạo hệ đại học, sau đại học lĩnh vực Phòng cháy chữa cháy với chuẩn đầu ra cho các học viên là Cử nhân/thạc sĩ/tiến sĩ PCCC và CNCH.

## Lịch sử hình thành
Ngay sau khi Chủ tịch Hồ Chí Minh ký Lệnh số 53/LCT ngày 4/10/1961, công bố “Pháp lệnh Quy định việc quản lý của nhà nước đối với công tác Phòng cháy chữa cháy”. Từ cuối năm 1961 đến tháng 9/1963 Bộ Công an giao Trường Công an Trung ương (Nay là Học viện An ninh nhân dân) tổ chức bồi dưỡng được 3 khóa nghiệp vụ chuyên ngành Phòng cháy chữa cháy. Tổng số 179 cán bộ, thuộc Phòng Cảnh sát Phòng chữa cháy Công an các tỉnh phía Bắc. Tháng 9/1963 Bộ trưởng Bộ Công an ký Quyết định số 1226/CA-QĐ “Về việc thành lập Tổ Giáo dục Phòng cháy chữa cháy” trực thuộc Khoa Cảnh sát (Khoa Nghiệp vụ II) – Trường Công an Trung ương.
Ngày 30/12/1965 Bộ trưởng Bộ Công an ký Quyết định số 154/CA-QĐ “Về việc thành lập Phân hiệu Cảnh sát nhân dân”, trong đó có “Khoa Cảnh sát Phòng cháy chữa cháy” (Phiên hiệu là Khoa 56).
Ngày 20/7/1971 Bộ trưởng Bộ Công an ký Quyết định số 1099/CA-QĐ, “Về việc thành lập Phân hiệu Cảnh sát Phòng cháy chữa cháy”.
Ngày 2/9/1976 Bộ trưởng Bộ Nội vụ ký Quyết định số 5062 - NV/QĐ “Về việc tách Phân hiệu Cảnh sát Phòng cháy chữa cháy và thành lập Trường Hạ sĩ quan Cảnh sát Phòng cháy chữa cháy”. Tổ chức bộ máy của trường Hạ sĩ quan cảnh sát phòng cháy chữa cháy gồm có 09 đơn vị (6 khoa, 3 phòng). Ban Giám hiệu có 3 đồng chí, 01 Hiệu trưởng và 02 Phó Hiệu trưởng giúp việc. Nhiệm vụ: Căn cứ vào đường lối phương châm giáo dục của Đảng, mục tiêu, kế hoạch đào tạo của Ngành, nghiên cứu tổ chức thực hiện việc đào tạo Hạ sĩ quan cảnh sát PCCC và bổ túc sĩ quan PCCC đáp ứng yêu cầu đào tạo, bồi dưỡng
cán bộ, chiến sĩ cảnh sát PCCC của Ngành. Địa điểm tại xã Nhân Chính, huyện Từ Liêm, Hà Nội.
Ngày 25/9/1976 nhà trường tổ chức chiêu sinh Khóa K1 – Hệ Trung cấp Phòng cháy chữa cháy đầu tiên. Tổng số 144 học viên. Thời gian học 3 năm.
Ngày 19/6/1984 Chủ tịch Hội đông Bộ trưởng ký Quyết định số 90 QĐ/HĐBT “Về việc thành lập 9 trường Cao đẳng” trực thuộc Bộ Nội vụ, trong đó có Trường Cao đẳng Cảnh sát Phòng cháy chữa cháy. Ngày 6/11/1984 Bộ trưởng Bộ Nội vụ Phạm Hùng ký Quyết định số 2825/QĐ-BNV về việc nâng trường Hạ sĩ quan Cảnh sát Phòng cháy chữa cháy thành trường Cao đẳng Phòng cháy chữa cháy trực thuộc Tổng cục Cảnh sát nhân dân. Tổ chức bộ máy: Gồm Ban Giám hiệu do Hiệu trưởng phụ trách và 2 Phó Hiệu trưởng giúp việc trực thuộc Ban Giám hiệu có 09 đơn vị: 04 Bộ môn, 1 Khoa, 3 Phòng và 1 Tổ. Nhiệm vụ: Đào tạo bồi dưỡng cán bộ thực hành có trình độ đại học và tiếp tục đào tạo Hệ trung học PCCC với quy mô 600 học viên. Địa điểm tại xã Nhân Chính, huyện Từ Liêm, Hà Nội.
Ngày 25/9/1984 nhà trường tổ chức chiêu sinh Khóa D1 – Hệ Cao đẳng Phòng cháy chữa cháy đầu tiên. Tổng số 27 học viên. Thời gian học 4 năm.
Ngày 14/10/1999 Thủ tướng Chính phủ ký Quyết định số 203/1999/QĐ-TTg “Về việc thành lập Trường Đại học Phòng cháy chữa cháy” trên cơ sở Trường Cao đẳng Phòng cháy chữa cháy.
Ngày 25/2/2000 Bộ trưởng Bộ Công an Lê Minh Hương ký Quyết định số 171/2000/QĐ-BCA (X13) về chức năng nhiệm vụ và tổ chức bộ máy của Trường Đại học PCCC. Trường Đại học PCCC có quy mô đào tạo 1000 học viên. Địa điểm tại phường Nhân Chính, quận Thanh Xuân, Hà Nội. Tổ chức bộ máy gồm 12 đơn vị (6 bộ môn, 5 phòng, 1 trung tâm). Nhiệm vụ: Đào tạo cán bộ có trình độ đại học và các trình độ thấp hơn về PCCC; Bồi dưỡng chuyên môn nghiệp vụ cho lực lượng làm công tác PCCC trong công an và các ngành, đoàn thể và các tổ chức kinh tế, xã hội theo quy chế văn bằng của Nhà nước; Chủ trì hoặc phối hợp với các đơn vị liên quan nghiên cứu các đề tài khoa học kỹ thuật về PCCC tham gia chữa cháy khi được Bộ trưng dụng; Thực hiện nhiệm vụ hợp tác quốc tế về đào tạo bồi dưỡng cán bộ Nghiên cứu khoa học công nghệ về PCCC
Ngày 25/9/2000 nhà trường tổ chức chiêu sinh và đào tạo Khóa Đại học Phòng cháy chữa cháy đầu tiên tổng số 93 học viên. Thời gian học 5 năm. Ngày 19/12/2007 Thủ tướng Chính phủ ký Văn bản số 1959/TTg-KG giao cho Trường Đại học Phòng cháy chữa cháy tuyển sinh đào tạo trình độ Đại học đối với các đối tượng người học ngoài ngành Công an và Quân đội. Ngày 14/11/2008 nhà trường tổ chức chiêu sinh khóa Đại học Phòng cháy chữa cháy hệ ngoài ngành Công an đầu tiên. Tổng số 34 học viên. Thời gian đào tạo 5 năm.
Ngày 27/10/2010 Bộ trưởng Bộ Giáo dục và Đào tạo ký Quyết định số 4854/2010/QĐ-BGD&ĐT cho phép nhà trường đào tạo Thạc sĩ chuyên ngành PCCC&CNCH.
Từ năm học 2014-2015, Trường đào tạo Hệ đại học chính quy CAND với thời gian 4 năm với đầu ra đạt trình độ kỹ sư PCCC, học viên sau khi tốt nghiệp được thăng cấp bậc hàm CAND theo quy định của Bộ Công an.
Từ năm 2017 nhà trường được Bộ Giáo Dục cho phép đào tạo trình độ Tiến sĩ về lĩnh vực PCCC&CNCH.
Hiện nay Nhà trường có 22 đơn vị (gồm có 10 khoa, 7 đơn vị phòng, 4 trung tâm, 1 tạp chí).

## Lãnh đạo hiện nay
- Hiệu trưởng: Trung tướng, PGS.TS Lê Quang Bốn
- Phó Hiệu trưởng: Thiếu tướng, PGS.TS Phạm Văn Long
- Phó Hiệu trưởng: Đại tá, PGS.TS Lê Quang Hải
- Phó Hiệu trưởng: Đại tá, PGS.TS Nguyễn Thanh Hải
- Phó Hiệu trưởng: Đại tá, TS Phạm Văn Năm
- Phó Hiệu trưởng: Đại tá, TS Lã Xuân Lực

## Tổ chức
Các phòng chức năng:
- Phòng Hành chính tổng hợp;
- Phòng Chính trị;
- Phòng Quản lý đào tạo và bồi dưỡng nâng cao;
- Phòng Quản lý nghiên cứu khoa học;
- Phòng Quản lý học viên;
- Phòng Hậu cần;
- Phòng Đảm bảo chất lượng.
- Phòng Lưu trữ và thư viện

Các khoa, trung tâm:
```
 Khoa:
```

- Khoa Tự động và phương tiện kỹ thuật phòng cháy, chữa cháy, cứu nạn, cứu hộ;
- Khoa Phòng cháy;
- Khoa Chữa cháy và Cứu nạn, cứu hộ;
- Khoa Lý luận chính trị và khoa học xã hội nhân văn;
- Khoa Khoa học cơ bản và Ngoại ngữ;
- Khoa Pháp luật;
- Khoa Nghiệp vụ Công an;
- Khoa Quân sự - Võ thuật - Thể dục thể thao;
- Khoa Cơ sở ngành phòng cháy, chữa cháy;

```
Trung tâm:
```

- Trung tâm Nghiên cứu ứng dụng khoa học - kỹ thuật phòng cháy, chữa cháy và cứu nạn, cứu hộ;
- Trung tâm Dạy nghề, đào tạo và sát hạch lái xe;
- Trung tâm Ngoại ngữ - Tin học.

Mỗi khoa, phòng, trung tâm do Trưởng khoa, Trưởng phòng; Giám đốc trung tâm, có từ 02 đến 03 Phó Trưởng khoa, Phó Trưởng phòng; Phó Giám đốc trung tâm;

## Thành tích
- 01 Huân chương Quân công hạng Nhất[4]
- 02 Huân chương Quân công hạng Nhì[4]

## Hiệu trưởng qua các thời kỳ
- Lê Quang Bốn, Trung tướng (17/01/2023 - nay)
- Trần Minh Hưởng, Trung tướng (11/2022 - 17/01/2023)
- Lê Quang Bốn, Trung tướng (2018 - 11/2022) (chuyển giữ chức vụ Giám đốc Học viện Cảnh sát nhân dân)
- Nguyễn Mạnh Hà, Thiếu tướng (2014 - 2018) (đã nghỉ hưu)
- Đỗ Ngọc Cẩn, Thiếu tướng (2007 - 2014), Phó tổng cục trưởng tổng cục chính trị công an nhân dân. (đã nghỉ hưu)
- Đặng Từng, Thiếu tướng
- Trần Văn Thảo, Trung tướng